# 小葦鳽

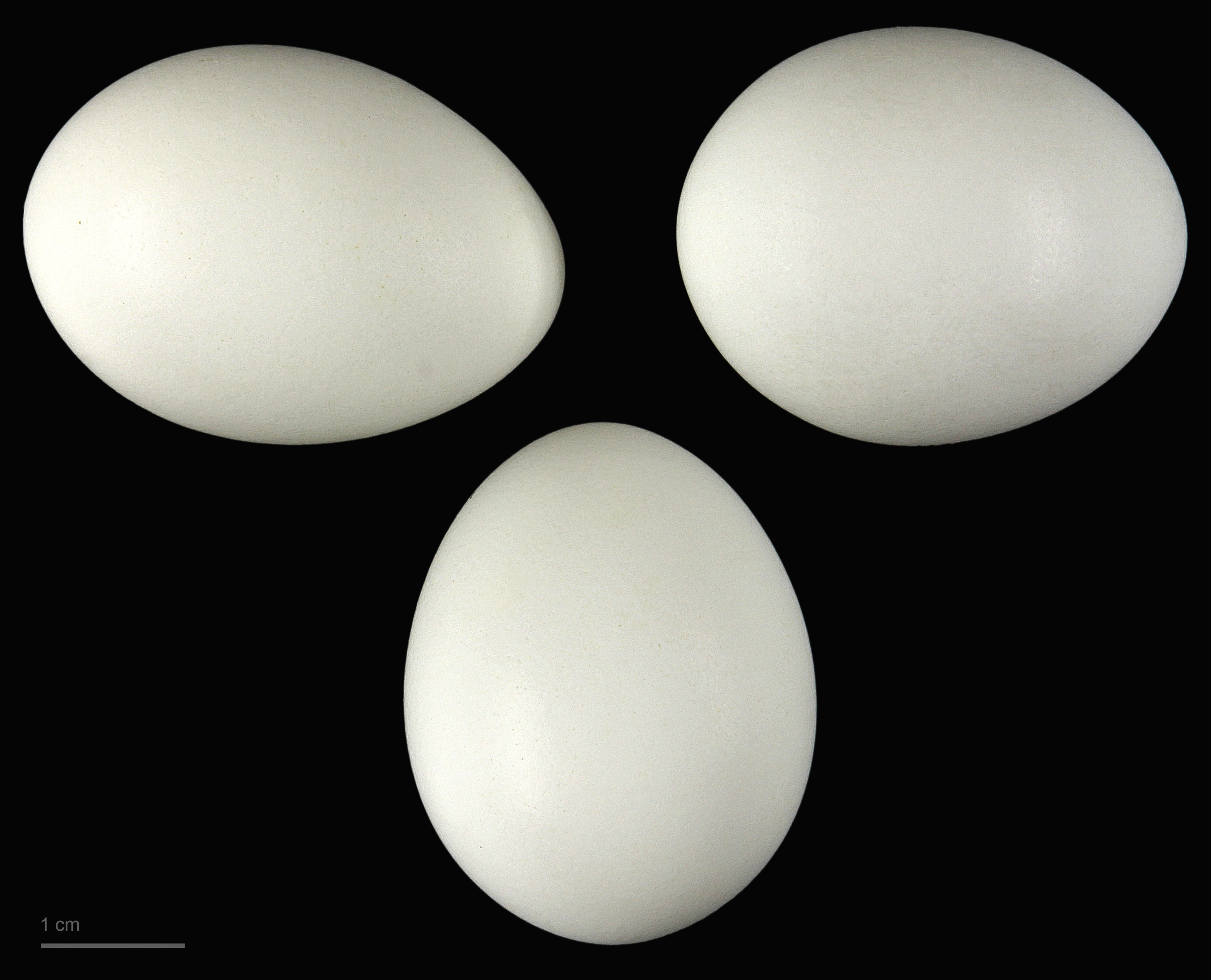
卵 Ixobrychus minutus

小葦鳽（学名：Ixobrychus minutus）为鹭科葦鳽屬的鸟类。分布于亚洲中部、欧洲中部及南部、非洲、印度、马达加斯加岛、澳大利亚、新西兰以及中国大陆的新疆等地，一般生活于沼泽及湖边以及营巢于沼泽草丛中或树上。该物种的模式产地在瑞士。
其种加词“minutus”意为“小的”。

## 保护
- 中国国家重点保护动物等级：二级

## 亚种
- 小葦鳽指名亚种（学名：Ixobrychus minutus minutus）。在中国大陆，分布于新疆等地。该物种的模式产地在瑞士。[3]